# Yasmin Thayná
Yasmin Thayná (Nova Iguaçu, 1993) é uma cineasta brasileira, roteirista e diretora do curta-metragem Kbela (2015). O filme recebeu o prêmio de Melhor Curta-metragem da Diáspora Africana da Academia Africana de Cinema (AMAA Awards 2017). Thayná é fundadora do Afroflix, plataforma online que disponibiliza produções audiovisuais com pelo menos uma área de atuação técnica/artística assinada por uma pessoa negra.

## Biografia
Yasmin Thayná nasceu em Nova Iguaçu, na Baixada Fluminense do Rio de Janeiro, e cresceu na Vila Iguaçuana, em Santa Rita. Entrou para o grupo de jovens repórteres de sua cidade, onde participou do projeto "Memórias do Cárcere", realizado na 52ª DP. 
É estudante de comunicação social da PUC-Rio, interessada em assuntos ligados à cultura digital, comunicação, cinema, literatura, raça e gênero. Passou pela Escola Livre de Cinema de Nova Iguaçu e outros cursos de audiovisual. Desde os 16 anos, dirige, escreve e participa de produções de curta-metragem.
Trabalha na Fundação Getulio Vargas como pesquisadora em política pública e comunicação, na Diretoria de Análises de Políticas Públicas (FGV-DAPP). Foi colunista dos jornais online Huffpost Brasil e Nexo Jornal, escreveu para o blog CulturaNI, co-fundou o projeto Nova Iguaçu Eu Te Amo e integrou o Coletivo Nuvem Negra (coletivo de estudantes negros da PUC-Rio).

## Filmografia

### Kbela (2015)
KBELA é uma experiência audiovisual realizada de forma colaborativa por mulheres negras sobre mulheres negras. Com roteiro e direção de Yasmin Thayná, o filme recebeu o prêmio de Melhor Curta-metragem da Diáspora Africana da Academia Africana de Cinema (AMAA Awards 2017) e foi convidado para dezenas de festivais ao redor do mundo, entre eles o Festival Internacional de Cinema de Roterdã (IFFR, 2017) e FESPACO – Festival Panafricano de Cinema e Televisão de Ouagadougou, em Burkina Faso, o maior do continente africano.
Seja através do cinema ou através dos cabelos, essas mulheres têm em comum a busca por novas possibilidades para narrar suas histórias em diferentes campos onde machismo e racismo são obstáculos a serem superados.
A primeira exibição pública do curta-metragem aconteceu no dia 12 de setembro de 2015, no Rio de Janeiro, no Cine Odeon – CCLSR. O sucesso de público culminou no convite para a realização de mais três sessões com meia-entrada para todos. Desde então, KBELA circulou o Brasil e o mundo em exibições especiais.

### Batalhas (2016)
Em maio de 2015, o Teatro Municipal do Rio de Janeiro recebeu, pela primeira vez em toda a sua história, o espetáculo Na Batalha, que narra a história do funk através de uma dança contemporânea nascida nas favelas cariocas, o passinho. O curta-metragem escrito e dirigido por Yasmin Thayná documentou essa chegada do funk ao Teatro Municipal do Rio, sendo a primeira produção original do Afroflix. A sessão de estreia teve debate com o rapper Mano Brown e o ex-jogador de futebol francês Lilian Thuram.